# Wereldkampioenschap handbal vrouwen 2013
Het 21e wereldkampioenschap handbal voor vrouwen in december 2013 vond plaats in Servië. Naast Servië was Zuid-Korea het andere land dat zich kandidaat had gesteld om dit kampioenschap te organiseren. Uiteindelijk is op 2 oktober 2010 besloten om de wereldkampioenschappen in Servië te laten plaatsvinden.

## Stadions
De wedstrijden vinden plaats in vijf stadions in vier verschillende speelsteden:
| Groepsfase                             | Groepsfase                       | Groepsfase/President's Cup           |
| -------------------------------------- | -------------------------------- | ------------------------------------ |
| Belgrado                               | Zrenjanin                        | Niš                                  |
| Pionir Hall Capaciteit: 8.150          | Medison Hall Capaciteit: 3.000   | Čair Sports Center Capaciteit: 5.000 |
|                                        |                                  |                                      |
| Groepsfase/Knock-outfase               | Knock-outfase                    | Belgrado Zrenjanin Niš Novi Sad      |
| Novi Sad                               | Belgrado                         | Belgrado Zrenjanin Niš Novi Sad      |
| Spens Sports Center Capaciteit: 11.500 | Kombank Arena Capaciteit: 23.000 | Belgrado Zrenjanin Niš Novi Sad      |
|                                        |                                  | Belgrado Zrenjanin Niš Novi Sad      |

## Gekwalificeerde teams
| Competitie                   | Data                         | Aantal plaatsen | Gekwalificeerd                                                          |
| ---------------------------- | ---------------------------- | --------------- | ----------------------------------------------------------------------- |
| Gastland                     | 2 oktober 2010               | 1               | Servië                                                                  |
| Wereldkampioenschap          | 2 – 18 december 2011         | 1               | Noorwegen                                                               |
| Europese kwalificatie        | 3 oktober 2012 – 9 juni 2013 | 8               | Tsjechië Denemarken Polen Roemenië Spanje Nederland Frankrijk Duitsland |
| Afrikaans kampioenschap      | 11 – 20 januari 2012         | 4               | Angola Algerije Congo-Kinshasa Tunesië                                  |
| Europees kampioenschap       | 4 – 16 december 2012         | 2               | Hongarije Montenegro                                                    |
| Aziatisch kampioenschap      | 3 – 13 december 2012         | 3               | China Japan Zuid-Korea                                                  |
| Pan-Amerikaans kampioenschap | 1 – 8 juni 2013              | 4               | Argentinië Brazilië Dominicaanse Republiek Paraguay                     |
| Oceanisch kampioenschap      | 26 – 27 april 2013           | 1               | Australië                                                               |

## Loting
De loting vond plaats op 15 juni 2013 11:30 lokale tijd

### Pottenindeling
| Pot 1                                                  | Pot 2                                      | Pot 3                                               | Pot 4                                    | Pot 5                                           | Pot 6                                                      |
| ------------------------------------------------------ | ------------------------------------------ | --------------------------------------------------- | ---------------------------------------- | ----------------------------------------------- | ---------------------------------------------------------- |
| - Noorwegen (TH) - Montenegro - Hongarije - Denemarken | - Nederland - Brazilië - Duitsland - Polen | - Angola - Frankrijk - Servië (gastland) - Roemenië | - Zuid-Korea - Spanje - Tsjechië - China | - Tunesië - Congo-Kinshasa - Japan - Argentinië | - Dominicaanse Republiek - Paraguay - Algerije - Australië |

- TH = Titelhouder

## Groepsfase
- De nummers 1 tot en met 4 van elke groep plaatsen zich voor de laatste 16

### Groep A
| Pos | Team                   | Wed | W | G | V | DV  | DT  | DS  | Ptn |
| --- | ---------------------- | --- | - | - | - | --- | --- | --- | --- |
| 1   | Frankrijk              | 5   | 5 | 0 | 0 | 125 | 80  | +45 | 10  |
| 2   | Montenegro             | 5   | 4 | 0 | 1 | 135 | 92  | +43 | 8   |
| 3   | Zuid-Korea             | 5   | 3 | 0 | 2 | 158 | 117 | +41 | 6   |
| 4   | Nederland              | 5   | 2 | 0 | 3 | 147 | 121 | +26 | 4   |
| 5   | Congo-Kinshasa         | 5   | 1 | 0 | 4 | 86  | 155 | −69 | 2   |
| 6   | Dominicaanse Republiek | 5   | 0 | 0 | 5 | 92  | 178 | −86 | 0   |

| Zaterdag 7 december 2013 14:45 | Montenegro  | 24–22           | Zuid-Korea    | Pionir Hall, Belgrado Toeschouwers: 1.100 Scheidsrechters: Lah, Sok (SLO) |
| Zaterdag 7 december 2013 14:45 | Bulatović 7 | (11–11)         | Woo Sun-hee 8 | Pionir Hall, Belgrado Toeschouwers: 1.100 Scheidsrechters: Lah, Sok (SLO) |
| Zaterdag 7 december 2013 14:45 | 3× 4×       | FTR/MTR PbP/OMR | 3× 4×         | Pionir Hall, Belgrado Toeschouwers: 1.100 Scheidsrechters: Lah, Sok (SLO) |

| Zaterdag 7 december 2013 17:00 | Frankrijk | 31–13           | Congo-Kinshasa | Pionir Hall, Belgrado Toeschouwers: 500 Scheidsrechters: Marina, Minore (ARG) |
| Zaterdag 7 december 2013 17:00 | Dembélé 5 | (15–6)          | Mwasesa 9      | Pionir Hall, Belgrado Toeschouwers: 500 Scheidsrechters: Marina, Minore (ARG) |
| Zaterdag 7 december 2013 17:00 | 3× 2×     | FTR/MTR PbP/OMR | 2× 4× 1×       | Pionir Hall, Belgrado Toeschouwers: 500 Scheidsrechters: Marina, Minore (ARG) |

| Zaterdag 7 december 2013 19:15 | Nederland     | 44–21           | Dominicaanse Republiek | Pionir Hall, Belgrado Toeschouwers: 300 Scheidsrechters: Arntsen, Røen (NOR) |
| Zaterdag 7 december 2013 19:15 | Knippenborg 9 | (20–9)          | Pimentel, Pop 6        | Pionir Hall, Belgrado Toeschouwers: 300 Scheidsrechters: Arntsen, Røen (NOR) |
| Zaterdag 7 december 2013 19:15 | 3× 1×         | FTR/MTR PbP/OMR | 2×                     | Pionir Hall, Belgrado Toeschouwers: 300 Scheidsrechters: Arntsen, Røen (NOR) |

| Zondag 8 december 2013 16:00 | Zuid-Korea   | 29–26           | Nederland                | Pionir Hall, Belgrado Toeschouwers: 500 Scheidsrechters: Horváth, Márton (HUN) |
| Zondag 8 december 2013 16:00 | Kim Jin-yi 7 | (17–11)         | Van der Heijden, Groot 5 | Pionir Hall, Belgrado Toeschouwers: 500 Scheidsrechters: Horváth, Márton (HUN) |
| Zondag 8 december 2013 16:00 | 2× 3×        | FTR/MTR PbP/OMR | 3× 4×                    | Pionir Hall, Belgrado Toeschouwers: 500 Scheidsrechters: Horváth, Márton (HUN) |

| Zondag 8 december 2013 18:15 | Congo-Kinshasa | 9–35            | Montenegro                     | Pionir Hall, Belgrado Toeschouwers: 726 Scheidsrechters: Arntsen, Røen (NOR) |
| Zondag 8 december 2013 18:15 | Lusamba 3      | (4–19)          | Miljanić-Petrovic, Bulatović 5 | Pionir Hall, Belgrado Toeschouwers: 726 Scheidsrechters: Arntsen, Røen (NOR) |
| Zondag 8 december 2013 18:15 | 2× 3×          | FTR/MTR PbP/OMR | 3× 4×                          | Pionir Hall, Belgrado Toeschouwers: 726 Scheidsrechters: Arntsen, Røen (NOR) |

| Zondag 8 december 2013 20:30 | Dominicaanse Republiek | 10–27           | Frankrijk  | Pionir Hall, Belgrado Toeschouwers: 250 Scheidsrechters: Lah, Sok (SLO) |
| Zondag 8 december 2013 20:30 | Andino 5               | (4–10)          | Baudouin 7 | Pionir Hall, Belgrado Toeschouwers: 250 Scheidsrechters: Lah, Sok (SLO) |
| Zondag 8 december 2013 20:30 | 3× 6×                  | FTR/MTR PbP/OMR | 3× 6×      | Pionir Hall, Belgrado Toeschouwers: 250 Scheidsrechters: Lah, Sok (SLO) |

| Disndag 10 december 2013 16:00 | Zuid-Korea    | 34–20           | Congo-Kinshasa | Pionir Hall, Belgrado Toeschouwers: 100 Scheidsrechters: Arntsen, Røen (NOR) |
| Disndag 10 december 2013 16:00 | Woo Sun-hee 7 | (19–13)         | Mwasesa 9      | Pionir Hall, Belgrado Toeschouwers: 100 Scheidsrechters: Arntsen, Røen (NOR) |
| Disndag 10 december 2013 16:00 | 2× 1×         | FTR/MTR PbP/OMR | 2× 5×          | Pionir Hall, Belgrado Toeschouwers: 100 Scheidsrechters: Arntsen, Røen (NOR) |

| Disndag 10 december 2013 18:15 | Montenegro   | 33–19           | Dominicaanse Republiek | Pionir Hall, Belgrado Toeschouwers: 200 Scheidsrechters: Horváth, Márton (HUN) |
| Disndag 10 december 2013 18:15 | Mehmedović 8 | (17–10)         | Peña 5                 | Pionir Hall, Belgrado Toeschouwers: 200 Scheidsrechters: Horváth, Márton (HUN) |
| Disndag 10 december 2013 18:15 | 3× 4×        | FTR/MTR PbP/OMR | 2× 4×                  | Pionir Hall, Belgrado Toeschouwers: 200 Scheidsrechters: Horváth, Márton (HUN) |

| Disndag 10 december 2013 20:30 | Nederland | 19–23           | Frankrijk | Pionir Hall, Belgrado Toeschouwers: 400 Scheidsrechters: Marina, Minore (ARG) |
| Disndag 10 december 2013 20:30 | Abbingh 6 | (10–10)         | Signaté 6 | Pionir Hall, Belgrado Toeschouwers: 400 Scheidsrechters: Marina, Minore (ARG) |
| Disndag 10 december 2013 20:30 | 3× 5×     | FTR/MTR PbP/OMR | 3× 5×     | Pionir Hall, Belgrado Toeschouwers: 400 Scheidsrechters: Marina, Minore (ARG) |

| Woensdag 11 december 2013 16:00 | Dominicaanse Republiek | 20–51           | Zuid-Korea   | Pionir Hall, Belgrado Toeschouwers: 150 Scheidsrechters: Marina, Minore (ARG) |
| Woensdag 11 december 2013 16:00 | López 6                | (8–27)          | Kim Jin-yi 9 | Pionir Hall, Belgrado Toeschouwers: 150 Scheidsrechters: Marina, Minore (ARG) |
| Woensdag 11 december 2013 16:00 | 2× 5×                  | FTR/MTR PbP/OMR | 3× 4×        | Pionir Hall, Belgrado Toeschouwers: 150 Scheidsrechters: Marina, Minore (ARG) |

| Woensdag 11 december 2013 18:15 | Nederland      | 33–21           | Congo-Kinshasa | Pionir Hall, Belgrado Toeschouwers: 300 Scheidsrechters: Horváth, Márton (HUN) |
| Woensdag 11 december 2013 18:15 | Drie spelers 5 | (18–11)         | Mwasesa 8      | Pionir Hall, Belgrado Toeschouwers: 300 Scheidsrechters: Horváth, Márton (HUN) |
| Woensdag 11 december 2013 18:15 | 3× 7×          | FTR/MTR PbP/OMR | 1× 3×          | Pionir Hall, Belgrado Toeschouwers: 300 Scheidsrechters: Horváth, Márton (HUN) |

| Woensdag 11 december 2013 20:30 | Frankrijk      | 17–16           | Montenegro  | Pionir Hall, Belgrado Toeschouwers: 600 Scheidsrechters: Arntsen, Røen (NOR) |
| Woensdag 11 december 2013 20:30 | Drie spelers 3 | (6–8)           | Jovanović 5 | Pionir Hall, Belgrado Toeschouwers: 600 Scheidsrechters: Arntsen, Røen (NOR) |
| Woensdag 11 december 2013 20:30 | 2× 1×          | FTR/MTR PbP/OMR | 4× 2×       | Pionir Hall, Belgrado Toeschouwers: 600 Scheidsrechters: Arntsen, Røen (NOR) |

| Vrijdag 13 december 2013 16:15 | Congo-Kinshasa | 23–22           | Dominicaanse Republiek | Pionir Hall, Belgrado Toeschouwers: 150 Scheidsrechters: Marina, Minore (ARG) |
| Vrijdag 13 december 2013 16:15 | Okoko 8        | (15–13)         | Pop 6                  | Pionir Hall, Belgrado Toeschouwers: 150 Scheidsrechters: Marina, Minore (ARG) |
| Vrijdag 13 december 2013 16:15 | 3× 4×          | FTR/MTR PbP/OMR | 2×                     | Pionir Hall, Belgrado Toeschouwers: 150 Scheidsrechters: Marina, Minore (ARG) |

| Vrijdag 13 december 2013 18:30 | Frankrijk   | 27–22           | Zuid-Korea                 | Pionir Hall, Belgrado Toeschouwers: 700 Scheidsrechters: Horváth, Márton (HUN) |
| Vrijdag 13 december 2013 18:30 | Lacrabère 8 | (11–10)         | Ryu Eun-hee, Jung Ji-hae 6 | Pionir Hall, Belgrado Toeschouwers: 700 Scheidsrechters: Horváth, Márton (HUN) |
| Vrijdag 13 december 2013 18:30 | 4× 5×       | FTR/MTR PbP/OMR | 3× 4×                      | Pionir Hall, Belgrado Toeschouwers: 700 Scheidsrechters: Horváth, Márton (HUN) |

| Vrijdag 13 december 2013 20:45 | Montenegro             | 27–25           | Nederland         | Pionir Hall, Belgrado Toeschouwers: 600 Scheidsrechters: Santos, Fonseca (POR) |
| Vrijdag 13 december 2013 20:45 | Radičević, Bulatović 8 | (14–18)         | Van der Heijden 7 | Pionir Hall, Belgrado Toeschouwers: 600 Scheidsrechters: Santos, Fonseca (POR) |
| Vrijdag 13 december 2013 20:45 | 3× 6×                  | FTR/MTR PbP/OMR | 3× 5×             | Pionir Hall, Belgrado Toeschouwers: 600 Scheidsrechters: Santos, Fonseca (POR) |

### Groep B
| Pos | Team       | Wed | W | G | V | DV  | DT  | DS  | Ptn |
| --- | ---------- | --- | - | - | - | --- | --- | --- | --- |
| 1   | Brazilië   | 5   | 5 | 0 | 0 | 142 | 102 | +40 | 10  |
| 2   | Servië     | 5   | 4 | 0 | 1 | 140 | 105 | +35 | 8   |
| 3   | Denemarken | 5   | 3 | 0 | 2 | 151 | 112 | +39 | 6   |
| 4   | Japan      | 5   | 2 | 0 | 3 | 136 | 131 | +5  | 4   |
| 5   | China      | 5   | 1 | 0 | 4 | 114 | 168 | −54 | 2   |
| 6   | Algerije   | 5   | 0 | 0 | 5 | 102 | 167 | −65 | 0   |

| 6 december 2013 18:00 | Servië  | 28–26           | Japan   | Čair Sports Center, Niš Toeschouwers: 3.800 Scheidsrechters: García, Marín (ESP) |
| 6 december 2013 18:00 | Lekić 6 | (10–13)         | Fujii 7 | Čair Sports Center, Niš Toeschouwers: 3.800 Scheidsrechters: García, Marín (ESP) |
| 6 december 2013 18:00 | 4× 6×   | FTR/MTR PbP/OMR | 3× 4×   | Čair Sports Center, Niš Toeschouwers: 3.800 Scheidsrechters: García, Marín (ESP) |

| Zaterdag 7 december 2013 18:00 | Brazilië   | 36–20           | Algerije | Čair Sports Center, Niš Toeschouwers: 1.000 Scheidsrechters: Duţă, Florescu (ROU) |
| Zaterdag 7 december 2013 18:00 | da Silva 9 | (21–7)          | Tizi 6   | Čair Sports Center, Niš Toeschouwers: 1.000 Scheidsrechters: Duţă, Florescu (ROU) |
| Zaterdag 7 december 2013 18:00 | 3× 6×      | FTR/MTR PbP/OMR | 3×       | Čair Sports Center, Niš Toeschouwers: 1.000 Scheidsrechters: Duţă, Florescu (ROU) |

| Zaterdag 7 december 2013 20:15 | Denemarken                | 44–21           | China         | Čair Sports Center, Niš Toeschouwers: 800 Scheidsrechters: Krichen, Makhlouf (TUN) |
| Zaterdag 7 december 2013 20:15 | Schumacher, Kristiansen 6 | (19–13)         | Zhao Jiaqin 5 | Čair Sports Center, Niš Toeschouwers: 800 Scheidsrechters: Krichen, Makhlouf (TUN) |
| Zaterdag 7 december 2013 20:15 | 3× 1×                     | FTR/MTR PbP/OMR | 2×            | Čair Sports Center, Niš Toeschouwers: 800 Scheidsrechters: Krichen, Makhlouf (TUN) |

| Zondag 8 december 2013 15:45 | China          | 21–34           | Brazilië   | Čair Sports Center, Niš Toeschouwers: 200 Scheidsrechters: García, Marín (ESP) |
| Zondag 8 december 2013 15:45 | Wang Shuihui 5 | (12–19)         | da Silva 9 | Čair Sports Center, Niš Toeschouwers: 200 Scheidsrechters: García, Marín (ESP) |
| Zondag 8 december 2013 15:45 | 3× 4×          | FTR/MTR PbP/OMR | 3× 4×      | Čair Sports Center, Niš Toeschouwers: 200 Scheidsrechters: García, Marín (ESP) |

| Zondag 8 december 2013 18:00 | Algerije | 14–34           | Servië    | Čair Sports Center, Niš Toeschouwers: 3.500 Scheidsrechters: Krichen, Makhlouf (TUN) |
| Zondag 8 december 2013 18:00 | Ziadi 5  | (6–18)          | Nišavić 9 | Čair Sports Center, Niš Toeschouwers: 3.500 Scheidsrechters: Krichen, Makhlouf (TUN) |
| Zondag 8 december 2013 18:00 | 3×       | FTR/MTR PbP/OMR | 4× 3× 1×  | Čair Sports Center, Niš Toeschouwers: 3.500 Scheidsrechters: Krichen, Makhlouf (TUN) |

| Zondag 8 december 2013 20:15 | Japan   | 25–29           | Denemarken     | Čair Sports Center, Niš Toeschouwers: 800 Scheidsrechters: Gatelis, Mažeika (LTU) |
| Zondag 8 december 2013 20:15 | Fujii 6 | (13–13)         | Kristiansen 10 | Čair Sports Center, Niš Toeschouwers: 800 Scheidsrechters: Gatelis, Mažeika (LTU) |
| Zondag 8 december 2013 20:15 | 3× 4×   | FTR/MTR PbP/OMR | 3× 4×          | Čair Sports Center, Niš Toeschouwers: 800 Scheidsrechters: Gatelis, Mažeika (LTU) |

| Disndag 10 december 2013 15:45 | China         | 27–33           | Japan    | Čair Sports Center, Niš Toeschouwers: 500 Scheidsrechters: Duţă, Florescu (ROU) |
| Disndag 10 december 2013 15:45 | Zhao Jiaqin 6 | (12–16)         | Fujii 10 | Čair Sports Center, Niš Toeschouwers: 500 Scheidsrechters: Duţă, Florescu (ROU) |
| Disndag 10 december 2013 15:45 | 3× 6×         | FTR/MTR PbP/OMR | 3×       | Čair Sports Center, Niš Toeschouwers: 500 Scheidsrechters: Duţă, Florescu (ROU) |

| Disndag 10 december 2013 18:00 | Brazilië                | 25–23           | Servië  | Čair Sports Center, Niš Toeschouwers: 3.800 Scheidsrechters: Gatelis, Mažeika (LTU) |
| Disndag 10 december 2013 18:00 | Amorim, do Nascimento 5 | (14–11)         | Krpež 5 | Čair Sports Center, Niš Toeschouwers: 3.800 Scheidsrechters: Gatelis, Mažeika (LTU) |
| Disndag 10 december 2013 18:00 | 3× 7×                   | FTR/MTR PbP/OMR | 4× 3×   | Čair Sports Center, Niš Toeschouwers: 3.800 Scheidsrechters: Gatelis, Mažeika (LTU) |

| Disndag 10 december 2013 20:15 | Denemarken | 38–20           | Algerije    | Čair Sports Center, Niš Toeschouwers: 400 Scheidsrechters: García, Marín (ESP) |
| Disndag 10 december 2013 20:15 | Hansen 8   | (21–8)          | Belakhdar 9 | Čair Sports Center, Niš Toeschouwers: 400 Scheidsrechters: García, Marín (ESP) |
| Disndag 10 december 2013 20:15 | 3× 7×      | FTR/MTR PbP/OMR | 2× 1×       | Čair Sports Center, Niš Toeschouwers: 400 Scheidsrechters: García, Marín (ESP) |

| Woensdag 11 december 2013 15:45 | Brazilië        | 24–20           | Japan           | Čair Sports Center, Niš Toeschouwers: 300 Scheidsrechters: Krichen, Makhlouf (TUN) |
| Woensdag 11 december 2013 15:45 | do Nascimento 5 | (12–8)          | Fujii, Tanabe 4 | Čair Sports Center, Niš Toeschouwers: 300 Scheidsrechters: Krichen, Makhlouf (TUN) |
| Woensdag 11 december 2013 15:45 | 4× 5×           | FTR/MTR PbP/OMR | 3× 5×           | Čair Sports Center, Niš Toeschouwers: 300 Scheidsrechters: Krichen, Makhlouf (TUN) |

| Woensdag 11 december 2013 18:00 | Algerije | 25–27           | China           | Čair Sports Center, Niš Toeschouwers: 1.000 Scheidsrechters: Gatelis, Mažeika (LTU) |
| Woensdag 11 december 2013 18:00 | Tizi 7   | (14–15)         | Wang Shuihui 13 | Čair Sports Center, Niš Toeschouwers: 1.000 Scheidsrechters: Gatelis, Mažeika (LTU) |
| Woensdag 11 december 2013 18:00 | 3× 2×    | FTR/MTR PbP/OMR | 3× 5×           | Čair Sports Center, Niš Toeschouwers: 1.000 Scheidsrechters: Gatelis, Mažeika (LTU) |

| Woensdag 11 december 2013 20:15 | Servië  | 23–22           | Denemarken         | Čair Sports Center, Niš Toeschouwers: 3.800 Scheidsrechters: García, Marín (ESP) |
| Woensdag 11 december 2013 20:15 | Lekić 6 | (12–12)         | Fisker, Burgaard 4 | Čair Sports Center, Niš Toeschouwers: 3.800 Scheidsrechters: García, Marín (ESP) |
| Woensdag 11 december 2013 20:15 | 2× 4×   | FTR/MTR PbP/OMR | 3× 6×              | Čair Sports Center, Niš Toeschouwers: 3.800 Scheidsrechters: García, Marín (ESP) |

| Vrijdag 13 december 2013 15:45 | Japan         | 32–23           | Algerije | Čair Sports Center, Niš Toeschouwers: 200 Scheidsrechters: Duţă, Florescu (ROU) |
| Vrijdag 13 december 2013 15:45 | Fujii, Hara 6 | (16–12)         | Tizi 8   | Čair Sports Center, Niš Toeschouwers: 200 Scheidsrechters: Duţă, Florescu (ROU) |
| Vrijdag 13 december 2013 15:45 | 3× 4×         | FTR/MTR PbP/OMR | 3×       | Čair Sports Center, Niš Toeschouwers: 200 Scheidsrechters: Duţă, Florescu (ROU) |

| Vrijdag 13 december 2013 18:00 | Servië  | 32–18           | China         | Čair Sports Center, Niš Toeschouwers: 3.700 Scheidsrechters: Krichen, Makhlouf (TUN) |
| Vrijdag 13 december 2013 18:00 | Lekić 8 | (19–10)         | Zhao Jiaqin 6 | Čair Sports Center, Niš Toeschouwers: 3.700 Scheidsrechters: Krichen, Makhlouf (TUN) |
| Vrijdag 13 december 2013 18:00 | 2× 1×   | FTR/MTR PbP/OMR | 3× 4×         | Čair Sports Center, Niš Toeschouwers: 3.700 Scheidsrechters: Krichen, Makhlouf (TUN) |

| Vrijdag 13 december 2013 20:15 | Denemarken | 18–23           | Brazilië    | Čair Sports Center, Niš Toeschouwers: 1.000 Scheidsrechters: Gatelis, Mažeika (LTU) |
| Vrijdag 13 december 2013 20:15 | Fisker 5   | (9–14)          | Cavaleiro 7 | Čair Sports Center, Niš Toeschouwers: 1.000 Scheidsrechters: Gatelis, Mažeika (LTU) |
| Vrijdag 13 december 2013 20:15 | 3× 6×      | FTR/MTR PbP/OMR | 4× 5×       | Čair Sports Center, Niš Toeschouwers: 1.000 Scheidsrechters: Gatelis, Mažeika (LTU) |

### Groep C
| Pos | Team       | Wed | W | G | V | DV  | DT  | DS   | Ptn |
| --- | ---------- | --- | - | - | - | --- | --- | ---- | --- |
| 1   | Noorwegen  | 5   | 5 | 0 | 0 | 142 | 90  | +52  | 10  |
| 2   | Spanje     | 5   | 4 | 0 | 1 | 130 | 91  | +39  | 8   |
| 3   | Polen      | 5   | 3 | 0 | 2 | 141 | 95  | +46  | 6   |
| 4   | Angola     | 5   | 2 | 0 | 3 | 135 | 123 | +12  | 4   |
| 5   | Argentinië | 5   | 1 | 0 | 4 | 102 | 141 | −39  | 2   |
| 6   | Paraguay   | 5   | 0 | 0 | 5 | 55  | 165 | −110 | 0   |

| Zaterdag 7 december 2013 15:45 | Angola   | 33–23           | Argentinië | Medison Hall, Zrenjanin Toeschouwers: 1.000 Scheidsrechters: Al-Mutawa, Al-Suwailam (KUW) |
| Zaterdag 7 december 2013 15:45 | Guialo 8 | (15–12)         | Belotti 6  | Medison Hall, Zrenjanin Toeschouwers: 1.000 Scheidsrechters: Al-Mutawa, Al-Suwailam (KUW) |
| Zaterdag 7 december 2013 15:45 | 3× 6×    | FTR/MTR PbP/OMR | 2× 6×      | Medison Hall, Zrenjanin Toeschouwers: 1.000 Scheidsrechters: Al-Mutawa, Al-Suwailam (KUW) |

| Zaterdag 7 december 2013 18:00 | Polen          | 40–6            | Paraguay | Medison Hall, Zrenjanin Toeschouwers: 1.000 Scheidsrechters: Engberg, Laurell (SWE) |
| Zaterdag 7 december 2013 18:00 | Koniuszaniec 8 | (19–4)          | Faría 3  | Medison Hall, Zrenjanin Toeschouwers: 1.000 Scheidsrechters: Engberg, Laurell (SWE) |
| Zaterdag 7 december 2013 18:00 | 3×             | FTR/MTR PbP/OMR | 3× 2×    | Medison Hall, Zrenjanin Toeschouwers: 1.000 Scheidsrechters: Engberg, Laurell (SWE) |

| Zaterdag 7 december 2013 20:15 | Noorwegen | 22–20           | Spanje         | Medison Hall, Zrenjanin Toeschouwers: 2.000 Scheidsrechters: Mošorinski, Pandžić (SRB) |
| Zaterdag 7 december 2013 20:15 | Mørk 8    | (11–10)         | Drie spelers 4 | Medison Hall, Zrenjanin Toeschouwers: 2.000 Scheidsrechters: Mošorinski, Pandžić (SRB) |
| Zaterdag 7 december 2013 20:15 | 3× 4×     | FTR/MTR PbP/OMR | 4× 3×          | Medison Hall, Zrenjanin Toeschouwers: 2.000 Scheidsrechters: Mošorinski, Pandžić (SRB) |

| Maandag 9 december 2013 15:45 | Paraguay | 12–37           | Angola     | Medison Hall, Zrenjanin Toeschouwers: 500 Scheidsrechters: Mošorinski, Pandžić (SRB) |
| Maandag 9 december 2013 15:45 | Gómez 6  | (7–18)          | Bernardo 9 | Medison Hall, Zrenjanin Toeschouwers: 500 Scheidsrechters: Mošorinski, Pandžić (SRB) |
| Maandag 9 december 2013 15:45 | 3× 5×    | FTR/MTR PbP/OMR | 3× 1×      | Medison Hall, Zrenjanin Toeschouwers: 500 Scheidsrechters: Mošorinski, Pandžić (SRB) |

| Maandag 9 december 2013 18:00 | Spanje    | 26–20           | Polen          | Medison Hall, Zrenjanin Toeschouwers: 1.000 Scheidsrechters: Al-Mutawa, Al-Suwailam (KUW) |
| Maandag 9 december 2013 18:00 | Barbosa 8 | (11–11)         | Drie spelers 4 | Medison Hall, Zrenjanin Toeschouwers: 1.000 Scheidsrechters: Al-Mutawa, Al-Suwailam (KUW) |
| Maandag 9 december 2013 18:00 | 3× 5×     | FTR/MTR PbP/OMR | 2× 4×          | Medison Hall, Zrenjanin Toeschouwers: 1.000 Scheidsrechters: Al-Mutawa, Al-Suwailam (KUW) |

| Maandag 9 december 2013 20:15 | Argentinië | 18–37           | Noorwegen | Medison Hall, Zrenjanin Toeschouwers: 2.000 Scheidsrechters: Santos, Fonseca (POR) |
| Maandag 9 december 2013 20:15 | Mendoza 4  | (9–15)          | Alstad 6  | Medison Hall, Zrenjanin Toeschouwers: 2.000 Scheidsrechters: Santos, Fonseca (POR) |
| Maandag 9 december 2013 20:15 | 3× 5×      | FTR/MTR PbP/OMR | 3× 5×     | Medison Hall, Zrenjanin Toeschouwers: 2.000 Scheidsrechters: Santos, Fonseca (POR) |

| Disndag 10 december 2013 15:45 | Polen                 | 32–23           | Angola     | Medison Hall, Zrenjanin Toeschouwers: 800 Scheidsrechters: Santos, Fonseca (POR) |
| Disndag 10 december 2013 15:45 | Grzyb, Koniuszaniec 7 | (18–13)         | Bernardo 5 | Medison Hall, Zrenjanin Toeschouwers: 800 Scheidsrechters: Santos, Fonseca (POR) |
| Disndag 10 december 2013 15:45 | 4× 6×                 | FTR/MTR PbP/OMR | 2×         | Medison Hall, Zrenjanin Toeschouwers: 800 Scheidsrechters: Santos, Fonseca (POR) |

| Disndag 10 december 2013 18:00 | Spanje            | 25–19           | Argentinië | Medison Hall, Zrenjanin Toeschouwers: 1.000 Scheidsrechters: Engberg, Laurell (SWE) |
| Disndag 10 december 2013 18:00 | Fernández, Pena 6 | (14–11)         | Haro 5     | Medison Hall, Zrenjanin Toeschouwers: 1.000 Scheidsrechters: Engberg, Laurell (SWE) |
| Disndag 10 december 2013 18:00 | 3× 5×             | FTR/MTR PbP/OMR | 2× 1×      | Medison Hall, Zrenjanin Toeschouwers: 1.000 Scheidsrechters: Engberg, Laurell (SWE) |

| Disndag 10 december 2013 20:15 | Noorwegen      | 34–13           | Paraguay  | Medison Hall, Zrenjanin Toeschouwers: 800 Scheidsrechters: Al-Mutawa, Al-Suwailam (KUW) |
| Disndag 10 december 2013 20:15 | Vier spelers 4 | (17–8)          | Cáceres 4 | Medison Hall, Zrenjanin Toeschouwers: 800 Scheidsrechters: Al-Mutawa, Al-Suwailam (KUW) |
| Disndag 10 december 2013 20:15 | 2× 5× 1×       | FTR/MTR PbP/OMR | 3× 2×     | Medison Hall, Zrenjanin Toeschouwers: 800 Scheidsrechters: Al-Mutawa, Al-Suwailam (KUW) |

| Donderdag 12 december 2013 15:45 | Paraguay | 9–29            | Spanje           | Medison Hall, Zrenjanin Toeschouwers: 500 Scheidsrechters: Santos, Fonseca (POR) |
| Donderdag 12 december 2013 15:45 | Faría 4  | (0–14)          | Aguilar, López 4 | Medison Hall, Zrenjanin Toeschouwers: 500 Scheidsrechters: Santos, Fonseca (POR) |
| Donderdag 12 december 2013 15:45 | 2× 1×    | FTR/MTR PbP/OMR | 3× 4×            | Medison Hall, Zrenjanin Toeschouwers: 500 Scheidsrechters: Santos, Fonseca (POR) |

| Donderdag 12 december 2013 18:00 | Polen    | 31–17           | Argentinië | Medison Hall, Zrenjanin Toeschouwers: 1.500 Scheidsrechters: Mošorinski, Pandžić (SRB) |
| Donderdag 12 december 2013 18:00 | Wojtas 8 | (14–9)          | Mendoza 6  | Medison Hall, Zrenjanin Toeschouwers: 1.500 Scheidsrechters: Mošorinski, Pandžić (SRB) |
| Donderdag 12 december 2013 18:00 | 3× 7×    | FTR/MTR PbP/OMR | 3× 5×      | Medison Hall, Zrenjanin Toeschouwers: 1.500 Scheidsrechters: Mošorinski, Pandžić (SRB) |

| Donderdag 12 december 2013 20:15 | Angola     | 21–26           | Noorwegen      | Medison Hall, Zrenjanin Toeschouwers: 1.200 Scheidsrechters: Al-Mutawa, Al-Suwailam (KUW) |
| Donderdag 12 december 2013 20:15 | M. Kiala 6 | (9–12)          | Drie spelers 5 | Medison Hall, Zrenjanin Toeschouwers: 1.200 Scheidsrechters: Al-Mutawa, Al-Suwailam (KUW) |
| Donderdag 12 december 2013 20:15 | 2×         | FTR/MTR PbP/OMR | 3× 6×          | Medison Hall, Zrenjanin Toeschouwers: 1.200 Scheidsrechters: Al-Mutawa, Al-Suwailam (KUW) |

| Vrijdag 13 december 2013 15:45 | Argentinië | 25–15           | Paraguay | Medison Hall, Zrenjanin Toeschouwers: 500 Scheidsrechters: Engberg, Laurell (SWE) |
| Vrijdag 13 december 2013 15:45 | Alonso 7   | (13–5)          | Faría 6  | Medison Hall, Zrenjanin Toeschouwers: 500 Scheidsrechters: Engberg, Laurell (SWE) |
| Vrijdag 13 december 2013 15:45 | 3× 2×      | FTR/MTR PbP/OMR | 3×       | Medison Hall, Zrenjanin Toeschouwers: 500 Scheidsrechters: Engberg, Laurell (SWE) |

| Vrijdag 13 december 2013 18:00 | Angola    | 21–30           | Spanje    | Medison Hall, Zrenjanin Toeschouwers: 2.000 Scheidsrechters: Koo, Lee (KOR) |
| Vrijdag 13 december 2013 18:00 | Guialo 10 | (10–14)         | Barbosa 9 | Medison Hall, Zrenjanin Toeschouwers: 2.000 Scheidsrechters: Koo, Lee (KOR) |
| Vrijdag 13 december 2013 18:00 | 3× 2×     | FTR/MTR PbP/OMR | 3× 4×     | Medison Hall, Zrenjanin Toeschouwers: 2.000 Scheidsrechters: Koo, Lee (KOR) |

| Vrijdag 13 december 2013 20:15 | Noorwegen | 23–18           | Polen                      | Medison Hall, Zrenjanin Toeschouwers: 1.500 Scheidsrechters: Lah, Sok (SLO) |
| Vrijdag 13 december 2013 20:15 | Sulland 6 | (13–10)         | Wojtas, Semeniuk-Olchawa 4 | Medison Hall, Zrenjanin Toeschouwers: 1.500 Scheidsrechters: Lah, Sok (SLO) |
| Vrijdag 13 december 2013 20:15 | 3×        | FTR/MTR PbP/OMR | 3× 2×                      | Medison Hall, Zrenjanin Toeschouwers: 1.500 Scheidsrechters: Lah, Sok (SLO) |

### Groep D
| Pos | Team      | Wed | W | G | V | DV  | DT  | DS  | Ptn |
| --- | --------- | --- | - | - | - | --- | --- | --- | --- |
| 1   | Duitsland | 5   | 5 | 0 | 0 | 152 | 116 | +36 | 10  |
| 2   | Roemenië  | 5   | 4 | 0 | 1 | 132 | 96  | +36 | 8   |
| 3   | Hongarije | 5   | 3 | 0 | 2 | 143 | 114 | +29 | 6   |
| 4   | Tsjechië  | 5   | 2 | 0 | 3 | 144 | 135 | +9  | 4   |
| 5   | Tunesië   | 5   | 1 | 0 | 4 | 109 | 122 | −13 | 2   |
| 6   | Australië | 5   | 0 | 0 | 5 | 68  | 165 | −97 | 0   |

| Zaterdag 7 december 2013 14:45 | Hongarije | 35–27           | Tsjechië     | Spens Sports Center, Novi Sad Toeschouwers: 800 Scheidsrechters: Bonaventura, Bonaventura (FRA) |
| Zaterdag 7 december 2013 14:45 | Görbicz 9 | (18–16)         | Knedlíková 6 | Spens Sports Center, Novi Sad Toeschouwers: 800 Scheidsrechters: Bonaventura, Bonaventura (FRA) |
| Zaterdag 7 december 2013 14:45 | 3× 2×     | FTR/MTR PbP/OMR | 4× 1×        | Spens Sports Center, Novi Sad Toeschouwers: 800 Scheidsrechters: Bonaventura, Bonaventura (FRA) |

| Zaterdag 7 december 2013 17:00 | Duitsland      | 36–15           | Australië | Spens Sports Center, Novi Sad Toeschouwers: 700 Scheidsrechters: Koo, Lee (KOR) |
| Zaterdag 7 december 2013 17:00 | Müller, Zapf 6 | (17–7)          | Potocki 9 | Spens Sports Center, Novi Sad Toeschouwers: 700 Scheidsrechters: Koo, Lee (KOR) |
| Zaterdag 7 december 2013 17:00 | 2× 3×          | FTR/MTR PbP/OMR | 3×        | Spens Sports Center, Novi Sad Toeschouwers: 700 Scheidsrechters: Koo, Lee (KOR) |

| Zaterdag 7 december 2013 19:15 | Roemenië         | 27–17           | Tunesië   | Spens Sports Center, Novi Sad Toeschouwers: 900 Scheidsrechters: Birch, Stenrand (DEN) |
| Zaterdag 7 december 2013 19:15 | Neagu, Perianu 6 | (15–8)          | Chebbah 5 | Spens Sports Center, Novi Sad Toeschouwers: 900 Scheidsrechters: Birch, Stenrand (DEN) |
| Zaterdag 7 december 2013 19:15 | 3× 6×            | FTR/MTR PbP/OMR | 3× 1×     | Spens Sports Center, Novi Sad Toeschouwers: 900 Scheidsrechters: Birch, Stenrand (DEN) |

| Maandag 9 december 2013 14:45 | Tunesië    | 24–26           | Hongarije         | Spens Sports Center, Novi Sad Toeschouwers: 400 Scheidsrechters: Koo, Lee (KOR) |
| Maandag 9 december 2013 14:45 | Dhaouadi 6 | (15–15)         | Görbicz, Tomori 6 | Spens Sports Center, Novi Sad Toeschouwers: 400 Scheidsrechters: Koo, Lee (KOR) |
| Maandag 9 december 2013 14:45 | 2× 4×      | FTR/MTR PbP/OMR | 2× 5×             | Spens Sports Center, Novi Sad Toeschouwers: 400 Scheidsrechters: Koo, Lee (KOR) |

| Maandag 9 december 2013 17:00 | Tsjechië   | 32–37           | Duitsland | Spens Sports Center, Novi Sad Toeschouwers: 800 Scheidsrechters: Coulibaly, Diabaté (CIV) |
| Maandag 9 december 2013 17:00 | Luzumová 9 | (13–17)         | Müller 11 | Spens Sports Center, Novi Sad Toeschouwers: 800 Scheidsrechters: Coulibaly, Diabaté (CIV) |
| Maandag 9 december 2013 17:00 | 2× 4×      | FTR/MTR PbP/OMR | 3× 6×     | Spens Sports Center, Novi Sad Toeschouwers: 800 Scheidsrechters: Coulibaly, Diabaté (CIV) |

| Maandag 9 december 2013 19:15 | Australië | 13–32           | Roemenië     | Spens Sports Center, Novi Sad Toeschouwers: 300 Scheidsrechters: Bonaventura, Bonaventura (FRA) |
| Maandag 9 december 2013 19:15 | Potocki 5 | (7–16)          | Ciuciulete 7 | Spens Sports Center, Novi Sad Toeschouwers: 300 Scheidsrechters: Bonaventura, Bonaventura (FRA) |
| Maandag 9 december 2013 19:15 | 3× 2×     | FTR/MTR PbP/OMR | 2× 1×        | Spens Sports Center, Novi Sad Toeschouwers: 300 Scheidsrechters: Bonaventura, Bonaventura (FRA) |

| Disndag 10 december 2013 14:45 | Tsjechië             | 28–24           | Tunesië   | Spens Sports Center, Novi Sad Toeschouwers: 400 Scheidsrechters: Bonaventura, Bonaventura (FRA) |
| Disndag 10 december 2013 14:45 | Luzumová, Štěrbová 6 | (15–14)         | Chebbah 7 | Spens Sports Center, Novi Sad Toeschouwers: 400 Scheidsrechters: Bonaventura, Bonaventura (FRA) |
| Disndag 10 december 2013 14:45 | 2× 1×                | FTR/MTR PbP/OMR | 2× 7×     | Spens Sports Center, Novi Sad Toeschouwers: 400 Scheidsrechters: Bonaventura, Bonaventura (FRA) |

| Disndag 10 december 2013 17:00 | Duitsland | 26–23           | Roemenië  | Spens Sports Center, Novi Sad Toeschouwers: 800 Scheidsrechters: Birch, Stenrand (DEN) |
| Disndag 10 december 2013 17:00 | Müller 11 | (13–12)         | Nechita 6 | Spens Sports Center, Novi Sad Toeschouwers: 800 Scheidsrechters: Birch, Stenrand (DEN) |
| Disndag 10 december 2013 17:00 | 3× 2×     | FTR/MTR PbP/OMR | 3× 1×     | Spens Sports Center, Novi Sad Toeschouwers: 800 Scheidsrechters: Birch, Stenrand (DEN) |

| Disndag 10 december 2013 19:15 | Hongarije            | 39–15           | Australië | Spens Sports Center, Novi Sad Toeschouwers: 400 Scheidsrechters: Coulibaly, Diabaté (CIV) |
| Disndag 10 december 2013 19:15 | Rédei Soós, Vincze 6 | (19–11)         | Potocki 8 | Spens Sports Center, Novi Sad Toeschouwers: 400 Scheidsrechters: Coulibaly, Diabaté (CIV) |
| Disndag 10 december 2013 19:15 | 3× 1×                | FTR/MTR PbP/OMR | 2× 1×     | Spens Sports Center, Novi Sad Toeschouwers: 400 Scheidsrechters: Coulibaly, Diabaté (CIV) |

| Donderdag 12 december 2013 14:45 | Australië | 10–34           | Tsjechië | Spens Sports Center, Novi Sad Toeschouwers: 400 Scheidsrechters: Birch, Stenrand (DEN) |
| Donderdag 12 december 2013 14:45 | Boyd 3    | (4–15)          | Crhová 8 | Spens Sports Center, Novi Sad Toeschouwers: 400 Scheidsrechters: Birch, Stenrand (DEN) |
| Donderdag 12 december 2013 14:45 | 2× 1×     | FTR/MTR PbP/OMR |          | Spens Sports Center, Novi Sad Toeschouwers: 400 Scheidsrechters: Birch, Stenrand (DEN) |

| Donderdag 12 december 2013 17:00 | Duitsland | 26–20           | Tunesië   | Spens Sports Center, Novi Sad Toeschouwers: 1.200 Scheidsrechters: Koo, Lee (KOR) |
| Donderdag 12 december 2013 17:00 | Loerper 6 | (10–11)         | Chebbah 6 | Spens Sports Center, Novi Sad Toeschouwers: 1.200 Scheidsrechters: Koo, Lee (KOR) |
| Donderdag 12 december 2013 17:00 | 3× 1×     | FTR/MTR PbP/OMR | 3× 1×     | Spens Sports Center, Novi Sad Toeschouwers: 1.200 Scheidsrechters: Koo, Lee (KOR) |

| Donderdag 12 december 2013 19:15 | Roemenië | 21–17           | Hongarije | Spens Sports Center, Novi Sad Toeschouwers: 5.000 Scheidsrechters: Coulibaly, Diabaté (CIV) |
| Donderdag 12 december 2013 19:15 | Neagu 4  | (8–10)          | Görbicz 7 | Spens Sports Center, Novi Sad Toeschouwers: 5.000 Scheidsrechters: Coulibaly, Diabaté (CIV) |
| Donderdag 12 december 2013 19:15 | 4× 5×    | FTR/MTR PbP/OMR | 3× 2×     | Spens Sports Center, Novi Sad Toeschouwers: 5.000 Scheidsrechters: Coulibaly, Diabaté (CIV) |

| Vrijdag 13 december 2013 14:45 | Tunesië    | 24–15           | Australië | Spens Sports Center, Novi Sad Toeschouwers: 300 Scheidsrechters: Coulibaly, Diabaté (CIV) |
| Vrijdag 13 december 2013 14:45 | Dhaouadi 6 | (12–8)          | Potocki 7 | Spens Sports Center, Novi Sad Toeschouwers: 300 Scheidsrechters: Coulibaly, Diabaté (CIV) |
| Vrijdag 13 december 2013 14:45 | 3×         | FTR/MTR PbP/OMR | 2×        | Spens Sports Center, Novi Sad Toeschouwers: 300 Scheidsrechters: Coulibaly, Diabaté (CIV) |

| Vrijdag 13 december 2013 17:00 | Hongarije  | 26–27           | Duitsland | Spens Sports Center, Novi Sad Toeschouwers: 3.000 Scheidsrechters: Bonaventura, Bonaventura (FRA) |
| Vrijdag 13 december 2013 17:00 | Görbicz 12 | (16–14)         | Müller 13 | Spens Sports Center, Novi Sad Toeschouwers: 3.000 Scheidsrechters: Bonaventura, Bonaventura (FRA) |
| Vrijdag 13 december 2013 17:00 | 2× 4×      | FTR/MTR PbP/OMR | 2× 3×     | Spens Sports Center, Novi Sad Toeschouwers: 3.000 Scheidsrechters: Bonaventura, Bonaventura (FRA) |

| Vrijdag 13 december 2013 19:15 | Roemenië | 29–23           | Tsjechië              | Spens Sports Center, Novi Sad Toeschouwers: 700 Scheidsrechters: Mošorinski, Pandžić (SRB) |
| Vrijdag 13 december 2013 19:15 | Neagu 5  | (14–7)          | Keclíková, Luzumová 4 | Spens Sports Center, Novi Sad Toeschouwers: 700 Scheidsrechters: Mošorinski, Pandžić (SRB) |
| Vrijdag 13 december 2013 19:15 | 3× 4×    | FTR/MTR PbP/OMR | 4× 3×                 | Spens Sports Center, Novi Sad Toeschouwers: 700 Scheidsrechters: Mošorinski, Pandžić (SRB) |

## President's Cup
De 8 teams die zich niet hebben geplaatst voor de laatste 16 spelen om plaats 17 t/m 24.

### Play-off voor plaats 17 t/m 20

#### Cross-over
| Zondag 15 december 2013 17:45 | Congo-Kinshasa | 22–23           | China         | Čair Sports Center, Niš Toeschouwers: 300 Scheidsrechters: Duţă, Diabaté |
| Zondag 15 december 2013 17:45 | Mwasesa 6      | (8–11)          | Zhao Jiaqin 7 | Čair Sports Center, Niš Toeschouwers: 300 Scheidsrechters: Duţă, Diabaté |
| Zondag 15 december 2013 17:45 | 3× 2×          | FTR/MTR PbP/OMR | 3× 2×         | Čair Sports Center, Niš Toeschouwers: 300 Scheidsrechters: Duţă, Diabaté |

| Zondag 15 december 2013 20:00 | Argentinië | 21–27           | Tunesië          | Čair Sports Center, Niš Toeschouwers: 300 Scheidsrechters: Engberg, Røen |
| Zondag 15 december 2013 20:00 | Gambino 5  | (12–14)         | Sfar-Ben-Chker 8 | Čair Sports Center, Niš Toeschouwers: 300 Scheidsrechters: Engberg, Røen |
| Zondag 15 december 2013 20:00 | 1×         | FTR/MTR PbP/OMR | 4×               | Čair Sports Center, Niš Toeschouwers: 300 Scheidsrechters: Engberg, Røen |

#### Wedstrijd om plaats 19
| Maandag 16 december 2013 17:45 | Congo-Kinshasa | 22–23           | Argentinië         | Čair Sports Center, Niš Toeschouwers: 250 Scheidsrechters: Røen, Lee |
| Maandag 16 december 2013 17:45 | Mwasesa 4      | (7–14)          | Decilio, Bianchi 7 | Čair Sports Center, Niš Toeschouwers: 250 Scheidsrechters: Røen, Lee |
| Maandag 16 december 2013 17:45 | 3× 6×          | FTR/MTR PbP/OMR | 3× 1×              | Čair Sports Center, Niš Toeschouwers: 250 Scheidsrechters: Røen, Lee |

#### Wedstrijd om plaats 17
| Maandag 16 december 2013 20:00 | China         | 21–27           | Tunesië  | Čair Sports Center, Niš Toeschouwers: 300 Scheidsrechters: Coulibaly, Arntsen |
| Maandag 16 december 2013 20:00 | Zhao Jiaqin 7 | (11–12)         | Toumi 12 | Čair Sports Center, Niš Toeschouwers: 300 Scheidsrechters: Coulibaly, Arntsen |
| Maandag 16 december 2013 20:00 | 3×            | FTR/MTR PbP/OMR | 2× 1×    | Čair Sports Center, Niš Toeschouwers: 300 Scheidsrechters: Coulibaly, Arntsen |

### Play-off voor plaats 21 t/m 24

#### Cross-over
| Zondag 15 december 2013 13:15 | Dominicaanse Republiek | 24–29           | Algerije | Čair Sports Center, Niš Toeschouwers: 300 Scheidsrechters: Laurell, Lee |
| Zondag 15 december 2013 13:15 | Pop 7                  | (9–12)          | Ziadi 5  | Čair Sports Center, Niš Toeschouwers: 300 Scheidsrechters: Laurell, Lee |
| Zondag 15 december 2013 13:15 | 3× 4×                  | FTR/MTR PbP/OMR | 3×       | Čair Sports Center, Niš Toeschouwers: 300 Scheidsrechters: Laurell, Lee |

| Zondag 15 december 2013 15:30 | Paraguay                            | 23–21 (n.V.)    | Australië | Čair Sports Center, Niš Toeschouwers: 300 Scheidsrechters: Florescu, Koo |
| Zondag 15 december 2013 15:30 | Acuña 9                             | (12–10)         | Potocki 8 | Čair Sports Center, Niš Toeschouwers: 300 Scheidsrechters: Florescu, Koo |
| Zondag 15 december 2013 15:30 | 3× 5×                               | FTR/MTR PbP/OMR | 4× 6×     | Čair Sports Center, Niš Toeschouwers: 300 Scheidsrechters: Florescu, Koo |
| Zondag 15 december 2013 15:30 | Regulier: 18–18 Verlenging(en): 5–3 |                 |           | Čair Sports Center, Niš Toeschouwers: 300 Scheidsrechters: Florescu, Koo |

#### Wedstrijd om plaats 23
| Maandag 16 december 2013 13:15 | Dominicaanse Republiek | 27–26           | Australië  | Čair Sports Center, Niš Toeschouwers: 200 Scheidsrechters: Al-Mutawa, Al-Suwailam (KUW) |
| Maandag 16 december 2013 13:15 | Drie spelers 6         | (18–9)          | Potocki 11 | Čair Sports Center, Niš Toeschouwers: 200 Scheidsrechters: Al-Mutawa, Al-Suwailam (KUW) |
| Maandag 16 december 2013 13:15 | 2× 6×                  | FTR/MTR PbP/OMR | 3× 1×      | Čair Sports Center, Niš Toeschouwers: 200 Scheidsrechters: Al-Mutawa, Al-Suwailam (KUW) |

#### Wedstrijd om plaats 21
| Maandag 16 december 2013 15:30 | Algerije   | 19–29           | Paraguay       | Čair Sports Center, Niš Toeschouwers: 300 Scheidsrechters: Laurell, Florescu |
| Maandag 16 december 2013 15:30 | Iberaken 5 | (10–13)         | Drie spelers 7 | Čair Sports Center, Niš Toeschouwers: 300 Scheidsrechters: Laurell, Florescu |
| Maandag 16 december 2013 15:30 | 2× 5×      | FTR/MTR PbP/OMR | 3× 4×          | Čair Sports Center, Niš Toeschouwers: 300 Scheidsrechters: Laurell, Florescu |

## Knock-outfase
|  | Achtste finale | Achtste finale |            |    | Kwartfinale  | Kwartfinale  |  |  | Halve finale | Halve finale |  |  | Finale | Finale |
|  |                |                |            |    |              |              |  |  |              |              |  |  |        |        |
|  |                |                |            |    |              |              |  |  |              |              |  |  |        |        |
|  |                |                |            |    |              |              |  |  |              |              |  |  |        |        |
|  | Duitsland      | 29             |            |    |              |              |  |  |              |              |  |  |        |        |
|  | Duitsland      | 29             |            |    |              |              |  |  |              |              |  |  |        |        |
|  | Angola         | 21             |            |    |              |              |  |  |              |              |  |  |        |        |
|  | Angola         | 21             | Duitsland  | 28 |              |              |  |  |              |              |  |  |        |        |
|  |                |                | Duitsland  | 28 |              |              |  |  |              |              |  |  |        |        |
|  |                | Denemarken     | 31         |    |              |              |  |  |              |              |  |  |        |        |
|  | Denemarken     | Denemarken     | 31         | 22 |              |              |  |  |              |              |  |  |        |        |
|  | Denemarken     |                |            | 22 |              |              |  |  |              |              |  |  |        |        |
|  | Montenegro     | 21             |            |    |              |              |  |  |              |              |  |  |        |        |
|  | Montenegro     | 21             | Denemarken | 21 |              |              |  |  |              |              |  |  |        |        |
|  |                |                | Denemarken | 21 |              |              |  |  |              |              |  |  |        |        |
|  |                | Brazilië       | 27         |    |              |              |  |  |              |              |  |  |        |        |
|  | Hongarije      | Brazilië       | 27         | 28 |              |              |  |  |              |              |  |  |        |        |
|  | Hongarije      |                |            | 28 |              |              |  |  |              |              |  |  |        |        |
|  | Spanje         | 21             |            |    |              |              |  |  |              |              |  |  |        |        |
|  | Spanje         | 21             | Hongarije  | 31 |              |              |  |  |              |              |  |  |        |        |
|  |                |                | Hongarije  | 31 |              |              |  |  |              |              |  |  |        |        |
|  |                | Brazilië       | 33         |    |              |              |  |  |              |              |  |  |        |        |
|  | Brazilië       | Brazilië       | 33         | 29 |              |              |  |  |              |              |  |  |        |        |
|  | Brazilië       |                |            | 29 |              |              |  |  |              |              |  |  |        |        |
|  | Nederland      | 23             |            |    |              |              |  |  |              |              |  |  |        |        |
|  | Nederland      | 23             | Brazilië   | 22 |              |              |  |  |              |              |  |  |        |        |
|  |                |                | Brazilië   | 22 |              |              |  |  |              |              |  |  |        |        |
|  |                | Servië         | 20         |    |              |              |  |  |              |              |  |  |        |        |
|  | Frankrijk      | Servië         | 20         | 27 |              |              |  |  |              |              |  |  |        |        |
|  | Frankrijk      |                |            | 27 |              |              |  |  |              |              |  |  |        |        |
|  | Japan          | 19             |            |    |              |              |  |  |              |              |  |  |        |        |
|  | Japan          | 19             | Frankrijk  | 21 |              |              |  |  |              |              |  |  |        |        |
|  |                |                | Frankrijk  | 21 |              |              |  |  |              |              |  |  |        |        |
|  |                | Polen          | 22         |    |              |              |  |  |              |              |  |  |        |        |
|  | Polen          | Polen          | 22         | 31 |              |              |  |  |              |              |  |  |        |        |
|  | Polen          |                |            | 31 |              |              |  |  |              |              |  |  |        |        |
|  | Roemenië       | 29             |            |    |              |              |  |  |              |              |  |  |        |        |
|  | Roemenië       | 29             | Polen      | 18 |              |              |  |  |              |              |  |  |        |        |
|  |                |                | Polen      | 18 |              |              |  |  |              |              |  |  |        |        |
|  |                | Servië         | 24         |    | Derde plaats | Derde plaats |  |  |              |              |  |  |        |        |
|  | Noorwegen      | Servië         | 24         | 31 | Derde plaats | Derde plaats |  |  |              |              |  |  |        |        |
|  | Noorwegen      |                |            | 31 |              |              |  |  |              |              |  |  |        |        |
|  | Tsjechië       | 21             |            |    |              |              |  |  |              |              |  |  |        |        |
|  | Tsjechië       | 21             | Noorwegen  | 25 | Denemarken   | 30           |  |  |              |              |  |  |        |        |
|  |                |                | Noorwegen  | 25 | Denemarken   | 30           |  |  |              |              |  |  |        |        |
|  |                | Servië         | 28         |    | Polen        | 26           |  |  |              |              |  |  |        |        |
|  | Zuid-Korea     | Servië         | 28         | 27 | Polen        | 26           |  |  |              |              |  |  |        |        |
|  | Zuid-Korea     |                |            | 27 |              |              |  |  |              |              |  |  |        |        |
|  | Servië         | 28             |            |    |              |              |  |  |              |              |  |  |        |        |
|  | Servië         | 28             |            |    |              |              |  |  |              |              |  |  |        |        |

### Achtste finales
| Zondag 15 december 2013 17:30 | Duitsland   | 29–21           | Angola     | Spens Sports Center, Novi Sad Toeschouwers: 1.000 Scheidsrechters: Lah, Sok () |
| Zondag 15 december 2013 17:30 | Steinbach 6 | (13–10)         | M. Kiala 8 | Spens Sports Center, Novi Sad Toeschouwers: 1.000 Scheidsrechters: Lah, Sok () |
| Zondag 15 december 2013 17:30 | 3× 2×       | FTR/MTR PbP/OMR | 2× 3×      | Spens Sports Center, Novi Sad Toeschouwers: 1.000 Scheidsrechters: Lah, Sok () |

| Zondag 15 december 2013 18:00 | Frankrijk      | 27–19           | Japan            | Kombank Arena, Belgrado Toeschouwers: 510 Scheidsrechters: Krichen, Makhlouf () |
| Zondag 15 december 2013 18:00 | Kamto Njitam 5 | (12–9)          | Arihama, Fujii 5 | Kombank Arena, Belgrado Toeschouwers: 510 Scheidsrechters: Krichen, Makhlouf () |
| Zondag 15 december 2013 18:00 | 4× 8×          | FTR/MTR PbP/OMR | 3× 7×            | Kombank Arena, Belgrado Toeschouwers: 510 Scheidsrechters: Krichen, Makhlouf () |

| Zondag 15 december 2013 20:15 | Polen    | 31–29           | Roemenië | Spens Sports Center, Novi Sad Toeschouwers: 2.000 Scheidsrechters: Mošorinski, Pandžić () |
| Zondag 15 december 2013 20:15 | Wojtas 9 | (13–17)         | Neagu 10 | Spens Sports Center, Novi Sad Toeschouwers: 2.000 Scheidsrechters: Mošorinski, Pandžić () |
| Zondag 15 december 2013 20:15 | 3× 2×    | FTR/MTR PbP/OMR | 3× 1×    | Spens Sports Center, Novi Sad Toeschouwers: 2.000 Scheidsrechters: Mošorinski, Pandžić () |

| Zondag 15 december 2013 20:45 | Denemarken | 22–21           | Montenegro  | Kombank Arena, Belgrado Toeschouwers: 1.100 Scheidsrechters: García, Marín () |
| Zondag 15 december 2013 20:45 | Burgaard 6 | (11–12)         | Bulatović 7 | Kombank Arena, Belgrado Toeschouwers: 1.100 Scheidsrechters: García, Marín () |
| Zondag 15 december 2013 20:45 | 3× 4×      | FTR/MTR PbP/OMR | 3×          | Kombank Arena, Belgrado Toeschouwers: 1.100 Scheidsrechters: García, Marín () |

| Maandag 16 december 2013 17:30 | Hongarije | 28–21           | Spanje  | Spens Sports Center, Novi Sad Toeschouwers: 1.500 Scheidsrechters: Birch, Stenrand (DEN) |
| Maandag 16 december 2013 17:30 | Görbicz 6 | (17–12)         | López 7 | Spens Sports Center, Novi Sad Toeschouwers: 1.500 Scheidsrechters: Birch, Stenrand (DEN) |
| Maandag 16 december 2013 17:30 | 2×        | FTR/MTR PbP/OMR | 3× 2×   | Spens Sports Center, Novi Sad Toeschouwers: 1.500 Scheidsrechters: Birch, Stenrand (DEN) |

| Maandag 16 december 2013 18:00 | Brazilië    | 29–23           | Nederland | Kombank Arena, Belgrado Toeschouwers: 300 Scheidsrechters: Horváth, Márton (HUN) |
| Maandag 16 december 2013 18:00 | Rodrigues 7 | (16–14)         | Abbingh 7 | Kombank Arena, Belgrado Toeschouwers: 300 Scheidsrechters: Horváth, Márton (HUN) |
| Maandag 16 december 2013 18:00 | 3× 5×       | FTR/MTR PbP/OMR | 3× 7×     | Kombank Arena, Belgrado Toeschouwers: 300 Scheidsrechters: Horváth, Márton (HUN) |

| Maandag 16 december 2013 20:15 | Noorwegen    | 31–21           | Tsjechië   | Spens Sports Center, Novi Sad Toeschouwers: 1.000 Scheidsrechters: Marina, Minore (ARG) |
| Maandag 16 december 2013 20:15 | Løke, Mørk 5 | (19–10)         | Luzumová 6 | Spens Sports Center, Novi Sad Toeschouwers: 1.000 Scheidsrechters: Marina, Minore (ARG) |
| Maandag 16 december 2013 20:15 | 3× 2×        | FTR/MTR PbP/OMR | 3× 4×      | Spens Sports Center, Novi Sad Toeschouwers: 1.000 Scheidsrechters: Marina, Minore (ARG) |

| Maandag 16 december 2013 20:45 | Zuid-Korea    | 27–28           | Servië  | Kombank Arena, Belgrado Toeschouwers: 12.000 Scheidsrechters: Santos, Fonseca (POR) |
| Maandag 16 december 2013 20:45 | Jung Ji-hae 8 | (12–13)         | Lekić 8 | Kombank Arena, Belgrado Toeschouwers: 12.000 Scheidsrechters: Santos, Fonseca (POR) |
| Maandag 16 december 2013 20:45 | 1× 3×         | FTR/MTR PbP/OMR | 4× 3×   | Kombank Arena, Belgrado Toeschouwers: 12.000 Scheidsrechters: Santos, Fonseca (POR) |

### Kwartfinales
| Zondag 18 december 2013 17:30 | Brazilië                                 | 33–31 (n.2V.)   | Hongarije | Kombank Arena, Belgrado Toeschouwers: 7.500 Scheidsrechters: Mošorinski, Pandžić (SRB) |
| Zondag 18 december 2013 17:30 | do Nascimento 10                         | (12–11)         | Tomori 7  | Kombank Arena, Belgrado Toeschouwers: 7.500 Scheidsrechters: Mošorinski, Pandžić (SRB) |
| Zondag 18 december 2013 17:30 | 2× 9×                                    | FTR/MTR PbP/OMR | 1× 4×     | Kombank Arena, Belgrado Toeschouwers: 7.500 Scheidsrechters: Mošorinski, Pandžić (SRB) |
| Zondag 18 december 2013 17:30 | Regulier: 26–26 Verlenging(en): 3–3, 4–2 |                 |           | Kombank Arena, Belgrado Toeschouwers: 7.500 Scheidsrechters: Mošorinski, Pandžić (SRB) |

| Zondag 18 december 2013 17:30 | Polen              | 22–21           | Frankrijk         | Spens Sports Center, Novi Sad Toeschouwers: 1.000 Scheidsrechters: Birch, Stenrand (DEN) |
| Zondag 18 december 2013 17:30 | Siódmiak, Wojtas 5 | (11–8)          | Pineau, Dembélé 5 | Spens Sports Center, Novi Sad Toeschouwers: 1.000 Scheidsrechters: Birch, Stenrand (DEN) |
| Zondag 18 december 2013 17:30 | 3× 4×              | FTR/MTR PbP/OMR | 4× 1×             | Spens Sports Center, Novi Sad Toeschouwers: 1.000 Scheidsrechters: Birch, Stenrand (DEN) |

| Zondag 18 december 2013 20:15 | Servië                | 28–25           | Noorwegen | Kombank Arena, Belgrado Toeschouwers: 16.028 Scheidsrechters: Gatelis, Mažeika (LTU) |
| Zondag 18 december 2013 20:15 | Damnjanović, Cvijić 8 | (15–16)         | Løke 5    | Kombank Arena, Belgrado Toeschouwers: 16.028 Scheidsrechters: Gatelis, Mažeika (LTU) |
| Zondag 18 december 2013 20:15 | 3× 2×                 | FTR/MTR PbP/OMR | 3×        | Kombank Arena, Belgrado Toeschouwers: 16.028 Scheidsrechters: Gatelis, Mažeika (LTU) |

| Zondag 18 december 2013 20:15 | Denemarken    | 31–28           | Duitsland | Spens Sports Center, Novi Sad Toeschouwers: 2.500 Scheidsrechters: Bonaventura, Bonaventura (FRA) |
| Zondag 18 december 2013 20:15 | Kristiansen 7 | (17–17)         | Müller 12 | Spens Sports Center, Novi Sad Toeschouwers: 2.500 Scheidsrechters: Bonaventura, Bonaventura (FRA) |
| Zondag 18 december 2013 20:15 | 2× 1×         | FTR/MTR PbP/OMR | 3×        | Spens Sports Center, Novi Sad Toeschouwers: 2.500 Scheidsrechters: Bonaventura, Bonaventura (FRA) |

### Halve finales
| Vrijdag 20 december 2013 18:00 | Polen            | 18–24           | Servië  | Kombank Arena, Belgrado Toeschouwers: 18.236 Scheidsrechters: Bonaventura, Bonaventura (FRA) |
| Vrijdag 20 december 2013 18:00 | Szwed-Orneborg 4 | (6–14)          | Lekić 8 | Kombank Arena, Belgrado Toeschouwers: 18.236 Scheidsrechters: Bonaventura, Bonaventura (FRA) |
| Vrijdag 20 december 2013 18:00 | 4× 2×            | FTR/MTR PbP/OMR | 3×      | Kombank Arena, Belgrado Toeschouwers: 18.236 Scheidsrechters: Bonaventura, Bonaventura (FRA) |

| Vrijdag 20 december 2013 20:45 | Brazilië        | 27–21           | Denemarken     | Kombank Arena, Belgrado Toeschouwers: 7.000 Scheidsrechters: Lah, Sok (SLO) |
| Vrijdag 20 december 2013 20:45 | do Nascimento 7 | (14–10)         | Vier spelers 3 | Kombank Arena, Belgrado Toeschouwers: 7.000 Scheidsrechters: Lah, Sok (SLO) |
| Vrijdag 20 december 2013 20:45 | 3× 5×           | FTR/MTR PbP/OMR | 3× 2×          | Kombank Arena, Belgrado Toeschouwers: 7.000 Scheidsrechters: Lah, Sok (SLO) |

### Troostfinale
| Zondag 22 december 2013 14:30 | Denemarken     | 30–26           | Polen       | Kombank Arena, Belgrado Toeschouwers: 6.500 Scheidsrechters: Gatelis, Mažeika (LTU) |
| Zondag 22 december 2013 14:30 | Kristiansen 10 | (12–15)         | Kulwińska 5 | Kombank Arena, Belgrado Toeschouwers: 6.500 Scheidsrechters: Gatelis, Mažeika (LTU) |
| Zondag 22 december 2013 14:30 | 2×             | FTR/MTR PbP/OMR | 2×          | Kombank Arena, Belgrado Toeschouwers: 6.500 Scheidsrechters: Gatelis, Mažeika (LTU) |

### Finale
| Zondag 22 december 2013 17:15 | Servië   | 20–22           | Brazilië     | Kombank Arena, Belgrado Toeschouwers: 19.467 Scheidsrechters: Garcia, Lorente (ESP) |
| Zondag 22 december 2013 17:15 | Cvijić 5 | (11–13)         | Nascimento 6 | Kombank Arena, Belgrado Toeschouwers: 19.467 Scheidsrechters: Garcia, Lorente (ESP) |
| Zondag 22 december 2013 17:15 | 4×       | FTR/MTR PbP/OMR | 2× 5×        | Kombank Arena, Belgrado Toeschouwers: 19.467 Scheidsrechters: Garcia, Lorente (ESP) |

## Eindrangschikking
| Rang | Team                   |
| ---- | ---------------------- |
|      | Brazilië               |
|      | Servië                 |
|      | Denemarken             |
| 4    | Polen                  |
| 5    | Noorwegen              |
| 6    | Frankrijk              |
| 7    | Duitsland              |
| 8    | Hongarije              |
| 9    | Montenegro             |
| 10   | Roemenië               |
| 11   | Spanje                 |
| 12   | Zuid-Korea             |
| 13   | Nederland              |
| 14   | Angola                 |
| 15   | Tsjechië               |
| 16   | Japan                  |
| 17   | Tunesië                |
| 18   | China                  |
| 19   | Argentinië             |
| 20   | Congo-Kinshasa         |
| 21   | Paraguay               |
| 22   | Algerije               |
| 23   | Dominicaanse Republiek |
| 24   | Australië              |

| 2013 Wereldkampioen vrouwen · Brazilië · 1e titel Selectie: Fabiana Diniz, Alexandra do Nascimento, Samira Rocha, Daniela Piedade, Amanda Andrade, Fernanda da Silva, Ana Paula Rodrigues, Bárbara Arenhart, Elaine Gomes, Mayssa Pessoa, Karoline de Souza, Eduarda Amorim, Deborah Hannah, Mariana Costa, Mayara Moura, Deonise Cavaleiro. · Bondscoach: Morten Soubak. |

## Statistieken

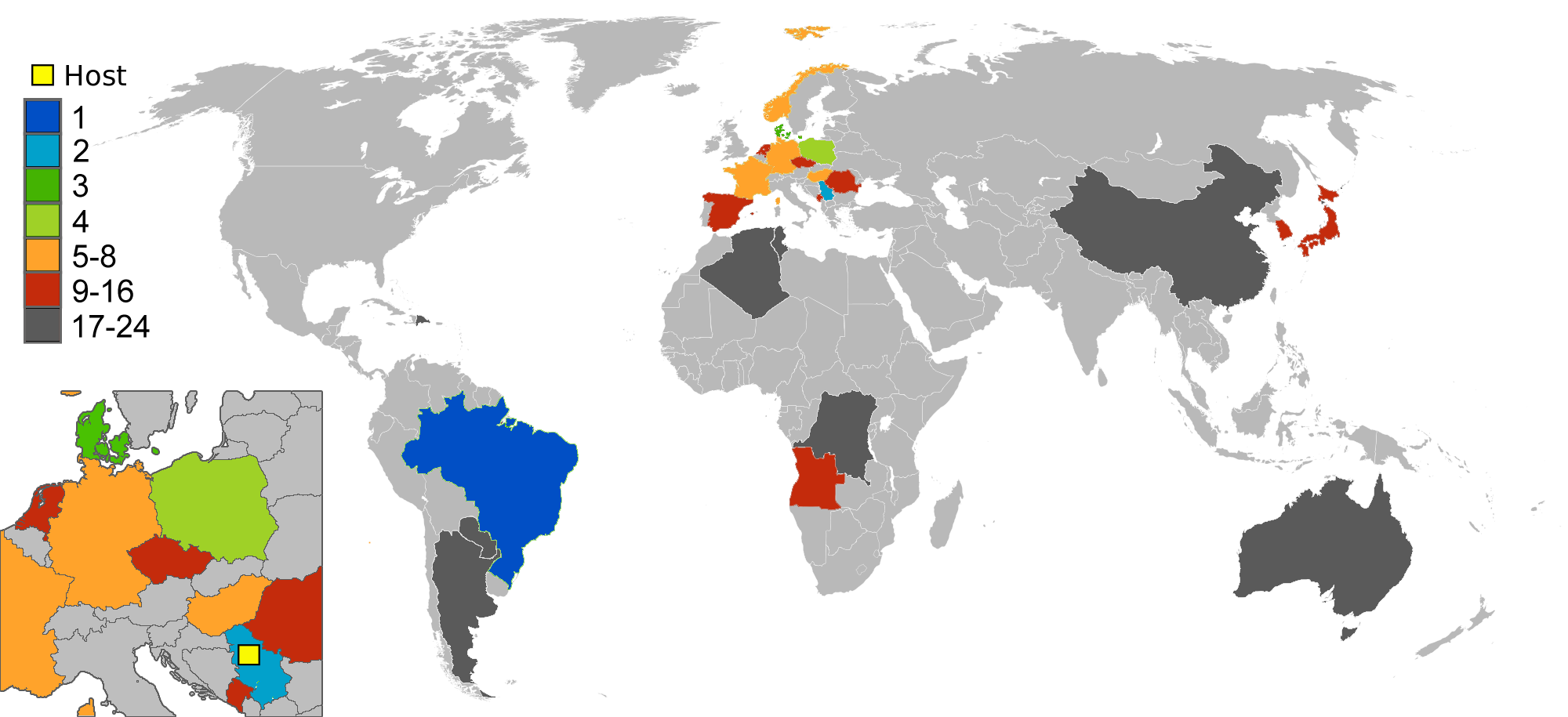
Einduitslag

### All Star Team
| Positie                  | Speelster         |
| ------------------------ | ----------------- |
| Keeper                   | Bárbara Arenhart  |
| Linkerhoek               | Maria Fisker      |
| Linker opbouw            | Sanja Damnjanović |
| Cirkelloper              | Dragana Cvijić    |
| Midden opbouw            | Anita Görbicz     |
| Rechter opbouw           | Susann Müller     |
| Rechterhoek              | Woo Sun-Hee       |
| Meest waardevolle speler | Eduarda Amorim    |

Gekozen door team officials en IHF experts: IHF.info